# Corinna pulchellus
Corinna pulchellus är en spindelart som först beskrevs av Bryant 1948.  Corinna pulchellus ingår i släktet Corinna och familjen flinkspindlar. Inga underarter finns listade i Catalogue of Life.